# Автобиография (Йосиф Флавий)
Автобиография или Животът на Йосиф Флавий е автобиографичен текст, написан от Йосиф Флавий около 94 – 99 години, вероятно като приложение към друго негово произведение – „Юдейски древности“.
По-голямата част от автобиографията, авторът посвещава на участието си в събитията около Първата юдейско-римска война, очевидно в отговор на обвиненията срещу него от Юстус Тиберийски.